# 陳明台
陳明台 （1948年1月22日—2021年3月3日），台灣詩人、學者。籍貫台灣台中，生於豐原。

## 生平
日本國立筑波大學歷史人類學系博士課程修畢，曾任教淡江大學日文系專任副教授、東吳大學 (臺灣)、靜宜大學兼任副教授、國立中正大學中文系副教授，現已退休。新詩、評論與翻譯皆有著作。
2021年3月5日，由好友詩人鄭烱明宣布陳明台於3日逝世，享壽73歲。

## 著作
著有詩集《孤獨的位置》、《遙遠的鄉愁》、《風景畫》等；評論集《心境與風景》、《日本戲劇初探》等；翻譯《芥川龍之介短篇小說選》、《戰後日本現代詩選》等；主編圓神版的「日本文學名作系列」八冊。。學術方面，有《日本詩與評論集團之研究》、《台灣文學研究論集(一)》、《台灣文學研究論集(二)》、《台中市文學史初編》等著作。

## 資料來源及註解
1. ↑  . 台灣文學人力論著目錄資料庫. 國立台灣文學館.   [2023-08-24]. （原始内容存档于2022-08-23）.
2. ↑  . 中央社. 2021-03-05  [2021-03-05]. （原始内容存档于2021-03-09）.
3. ↑  國立台灣文學館/編著，《遇見台灣詩人一百：一百位詩人簡介》，2011年「遇見台灣詩人一百」展覽的小冊子，頁42。
4. ↑  江自得、鄭炯明、曾貴海、利玉芳、莫渝、林鷺/編，《2013年台灣現代詩選》，春暉出版社，2014年4月初版。頁106。

- 台灣作家作品目錄資料庫——陳明台 （页面存档备份，存于）